# سلطان بدیع‌الزمان میرزا
سلطان بدیع‌الزمان میرزا سومین و کوچک‌ترین پسر بهرام میرزا و زینب‌سلطان خانم بود که بعد از مرگ پدرش تحت سرپرستی عمهٔ خود مهین بانو قرار گرفت.
بدیع‌الزمان در سال ۱۵۵۷ به عنوان والی سیستان انتخاب شد و در همین سال با دختر دوم شاه طهماسب، پریخان خانم ازدواج کرد. البته پریخان به این دلیل که دختر مورد علاقهٔ پدر بود هرگز از قزوین خارج نشد و تنها ثمرهٔ ازدواج دختری به نام زیور بیگم بود که بعدها به فرمان شاه عباس با شاه وردی خان لر ازدواج کرد. بدیع‌الزمان میرزا و پسرش بهرام میرزا که در سن هفت سالگی بود در سال ۱۵۷۷ به دستور شاه اسماعیل دوم در سیستان کشته شدند.